# Riposto
Riposto – miejscowość i gmina we Włoszech, w regionie Sycylia, w prowincji Katania.
Według danych na rok 2004 gminę zamieszkiwało 13 595 osób, 1132,9 os./km².

## Zabytki
- Palazzo dei Principi Natoli